# Pique-aiguille

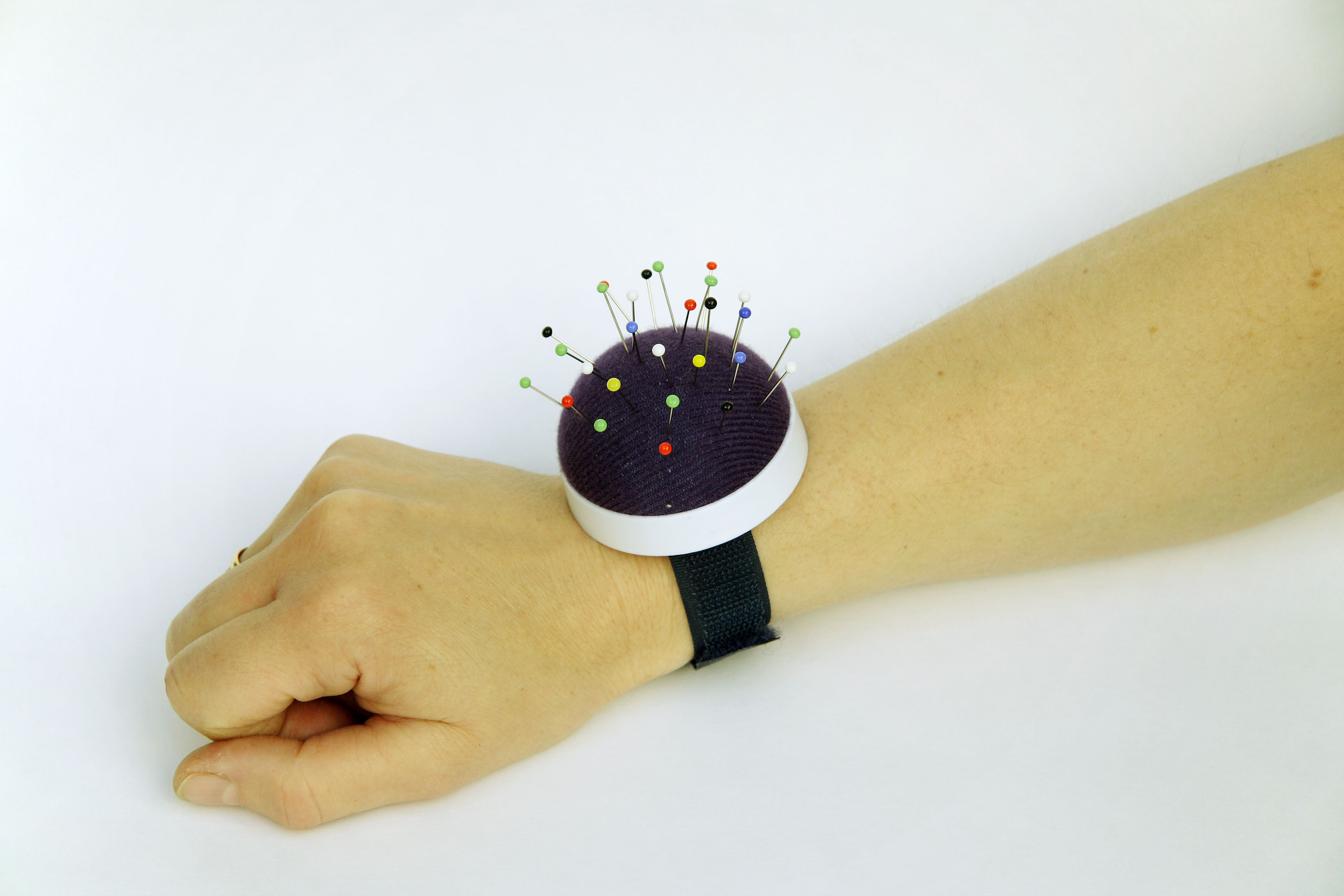
Un pique-aiguille tenu au poignet

Un pique-aiguille, pique-aiguilles, pelote à épingles ou coussin à aiguilles est une sorte de petit coussin, généralement d’environ 3 à 5 cm, qui est utilisé en couture pour stocker des épingles ou des aiguilles à coudre avec leurs têtes saillantes pour les saisir, les collecter et les organiser facilement.
Les pique-aiguilles sont généralement remplis de rembourrage afin de maintenir les épingles et aiguilles fermement en place.